# Коцюбинчики (заказник)
Коцюби́нчики — загальнозоологічний заказник місцевого значення в Україні. Розташований у межах Коцюбинчицької, Сокиринецької та Босирської сільрад Чортківського району Тернопільської області, в кв. 68—74 Гусятинського лісництва Чортківського держлісгоспу, в межах лісового урочища «Коцюбинчики».
Площа — 3205 га. Створений відповідно до рішення виконкому Тернопільської обласної ради від 30 червня 1986 року, № 198. Перебуває у віданні Тернопільського обласного управління лісового господарства (345 га) і вищезгаданих сільрад. Рішенням Тернопільської обласної ради від 22 липня 1998 року, № 15, мисливські угіддя надані у користування Чортківській районній організації Українського товариства мисливців і рибалок як постійно діюча ділянка з охорони, збереження та відтворення мисливської фауни.
Під охороною — частина лісового масиву та численна мисливська фауна. Трапляються вивірка лісова, борсук, сарна європейська і лисиця руда, заєць сірий і куріпка сіра, куниця лісова.